# Diomedea sanfordi
L'albatro reale del nord (Diomedea sanfordi Murphy, 1917) è un grosso uccello marino della famiglia dei Diomedeidi. Strettamente imparentato con l'albatro reale del sud, è stato separato da questa specie solo nel 1998, sebbene alcuni autori li considerino entrambi sottospecie dell'albatro reale. La specie del nord si differenzia da quella meridionale per avere la superficie superiore delle ali di colore completamente nero, rispetto all'altra che presenta su di essa alcune macchie bianche. Differisce da essa anche nel comportamento. L'albatro reale del nord è lungo circa 115 cm, pesa 6,2-8,2 kg ed ha un'apertura alare compresa tra i 270 e i 305 cm.

## Comportamento
Nidifica sulle Isole Chatham, su quella di Enderby, appartenente alle Auckland, e a Capo Taiaroa, nella Penisola di Otago, in Nuova Zelanda. Le sue colonie sono più numerose di quelle di ogni altro grande albatro. Nel nido viene deposto un unico uovo incubato da entrambi i genitori per circa 80 giorni. Il pulcino viene covato fino all'età di un mese ed è pronto per volare dopo 240 giorni. L'albatro reale del nord ha un areale circumpolare, ma la maggior parte degli esemplari si nutre al largo della piattaforma patagonica. Si ciba soprattutto di calamari, che costituiscono l'85% della sua dieta, ma anche di alcune specie di pesci.

## Conservazione
L'albatro reale del nord è una specie minacciata. I suoi terreni riproduttivi sulle Isole Chatham sono stati devastati da una serie di tempeste che hanno spazzato via quasi tutto il materiale utilizzato per la costruzione dei nidi. I pulcini e le uova degli esemplari che nidificano sull'Isola del Sud, invece, sono predati dalle specie introdotte dall'uomo.